# نيمانيا أندوشيتش
نيمانيا أندوشيتش هو لاعب كرة قدم بوسني في مركز الوسط، ولد في 17 أكتوبر 1996 في تريبينيي في البوسنة والهرسك. لعب مع نادي ساراييفو.

## وصلات خارجية
- نيمانيا أندوشيتش على موقع اتحاد تركيا (لاعب) (الإنجليزية)
- نيمانيا أندوشيتش على موقع إي إس بي إن إف سي (الإنجليزية)
- نيمانيا أندوشيتش على موقع قاعدة بيانات كرة القدم.إي يو (الإنجليزية)
- نيمانيا أندوشيتش على موقع بيانات كرة القدم. دي إي (الألمانية)
- نيمانيا أندوشيتش على موقع Soccerbase.com (لاعب) (الإنجليزية)
- نيمانيا أندوشيتش على موقع Soccerway.com (الإنجليزية)
- نيمانيا أندوشيتش على موقع عالم كرة القدم.نت (الإنجليزية)
- نيمانيا أندوشيتش على موقع AS.com (الإسبانية)